# 플래터스

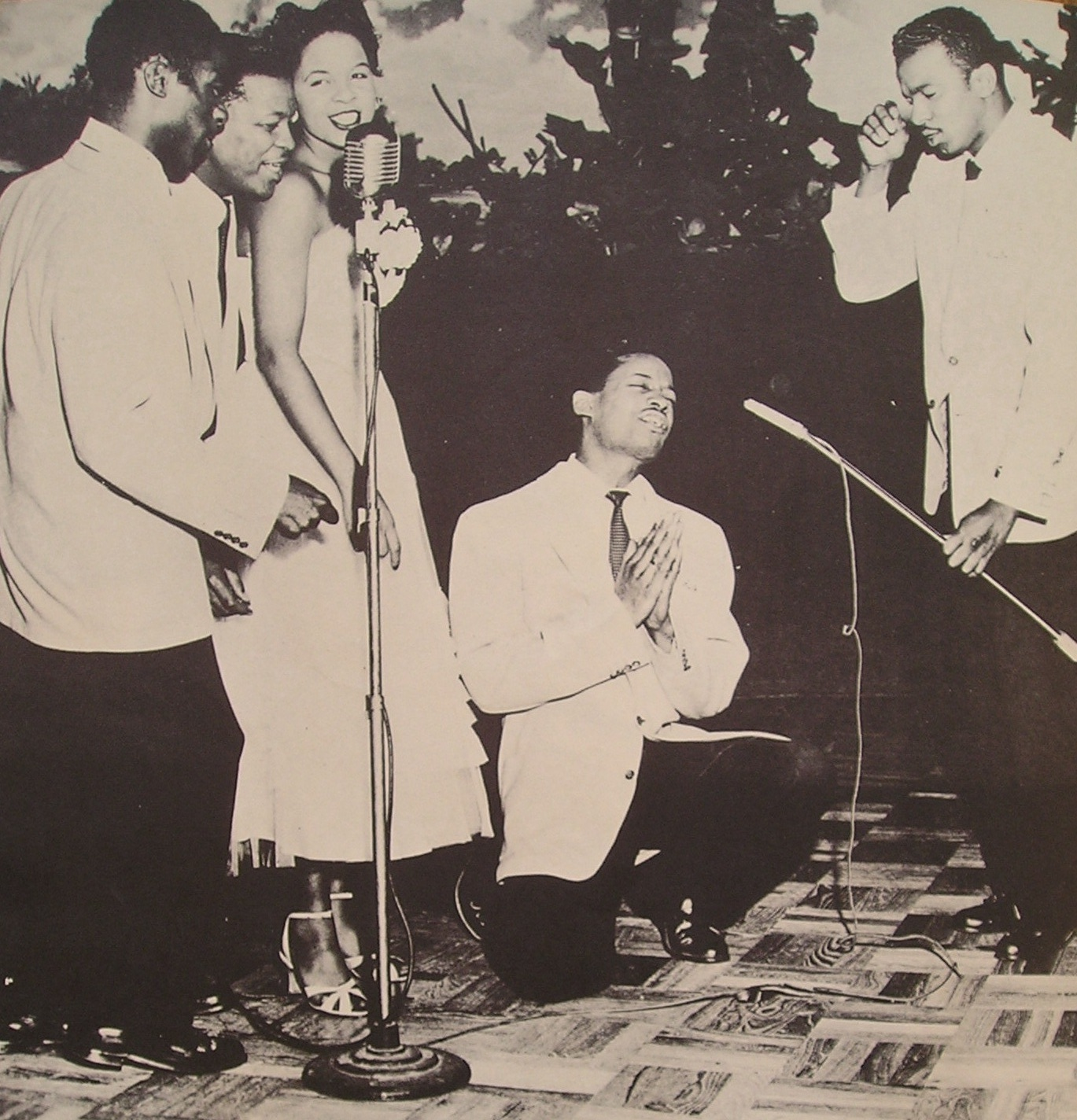

플래터스(The Platters)는 파퓰러 코러스 그룹으로서 오랫동안 인기를 자랑한 대표적인 흑인 혼성 5인조이다. 1952년 창설되었다. 저음의 매력을 자랑하는 대표적인 흑인 혼성 5인조이다. 저음의 매력을 과시하는 하버트 리드를 중심으로 리드 보컬의 토니 윌리엄스, 데이빗 린치, 폴 로비의 넷으로 1953년에 로스앤젤레스에서 발족하였다. 작곡, 지휘자인 백 럼의 후원을 얻어 1955년에 최초의 밀리언 셀러 Only You(온리 유)를 발매하였다. 그 후 홍일점인 조리 틸러가 참가하여 5인이 되었으며 <그레이트 프리텐더>를 위시하여 많은 골드 레코드나 대히트를 계속 내었다. 1961년에 토니가 독립한 후로는 서니 터너가 가입하였다. 1966년에는 그룹이 둘로 나뉘었으나 리드, 터너를 중심으로 한 그룹은 계속해서 활동하였다.